# Mina de Diamantes Argyle

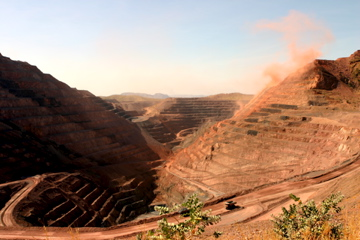
Vista da Mina de Diamantes Argyle

A Mina de Diamantes Argyle (Argyle Diamond Mine) é uma mina de diamantes localizada em Kimberley, Austrália que funcionou de 1985 até 2020.
Cerca de 80% dos diamantes rosa que existem no mundo foram encontrados nesta mina.